# كتاب الخصال
كتاب الخصال في الفقه المالكي للفقيه محمد بن يبقى بن زرب.

## منهج التأليف
كان منهج ابن زرب في تأليف الكتاب هو معارضة كتاب الخصال في الفقه الحنفي، لأبي القاسم علي بن محمد بن الحسن النخعي المعروف بابن كاس (ت: 324 هـ)، يعد الكتاب على صغر حجمه مصدرًا مهمًا في الفقه المالكي، فقد جمع فيه مؤلفه أحكام العبادات والمعاملات، واقتصر فيه على المشهور من الأقوال دون الخوض في الاختلاف والترجيح بين الآراء، فالكتاب يشبه في اختصاره ومنهجه إلى حد كبير صنيع ابن أبي زيد القيرواني (ت: 386 هـ) في رسالته، وأبي الحسن علي بن عيسى بن عبيد الطليطلي في مختصره.
يلاحظ في الكتاب أن ابن زرب كان يرجع في بعض المسائل إلى أقوال الفقهاء المالكية الأوائل مثل ابن نافع، وابن القاسم، وعلي بن زياد، وأشهب، وابن عبد الحكم، وعبد الملك ابن الماجشون، وأصبغ، وغيرهم من أعلام المذهب، وأحيانا يُعمل بعض الأصول المقررة في المذهب المالكي مثل الاستحسان، والعرف. ولما كان كتاب الخصال بهذه الأهمية فقد كثرت النقول عنه ممن جاء بعده، مثل القرافي في الذخيرة، والمواق في التاج والإكليل، والحطاب في مواهب الجليل، وغيرهم.